# 120347 살라시아
120347 살라시아(Salacia)는 왜행성 후보 천체이다.
위성 Actaea가 있다.

## 위성
Actaea는 2006년 7월 21일에 발견 하였고 지름은 약 303km이다.

## 같이 보기
- 반지름순 태양계 천체 목록